# Franchise (1797)
Pour les articles homonymes, voir Franchise.
La Franchise est une frégate de quarante canons de la marine française, lancée en 1798. Les Britanniques l’ont capturée en 1803 et l’ont fait entrer dans la Royal Navy sous le même nom. Dans la guerre de course pendant les guerres napoléoniennes, elle a été plus un protecteur des navires marchands qu’un preneur, capturant de nombreux petits corsaires mais faisant peu de prises. Elle a participé à la bataille de Copenhague. Elle fut démantelée en 1815.

## Service français et capture
Elle fait partie d’une escadre de trois frégates qui quittent Rochefort le 6 mars 1799 :
- la Concorde, sous le commandement du commodore Jean-François Landolphe ;
- la Médée, sous le commandement du capitaine Jean-Daniel Coudin ;
- la Franchise est sous le commandement du capitaine Pierre Jurien.

Landolphe est le commandant en chef. Échappant au blocus britannique instauré au large de Rochefort, l’escadre navigua vers le sud jusqu’à ce qu’elle atteigne la côte de l’Afrique de l'Ouest. Là, les navires de Landolphe commencèrent un vaste raid contre le commerce, infligeant de graves dommages au commerce britannique en Afrique de l’Ouest pour le reste de l’année. L’escadre s’empare de l’île portugaise de Príncipe. Finalement, la navigation dans les eaux tropicales s’est fait sentir sur l’état des navires, et tous les trois ont été contraints de subir un carénage complet dans le chantier naval allié disponible les plus proches, qui était situé en Amérique du Sud, dans le Río de la Plata tenu par les Espagnols. À Montevideo, l’escadre aida d’ex-prisonniers français qui avaient capturé et emmené dans ce port le transport de forçats Lady Shore, qui les transportait en Australie.
Les réparations se poursuivirent pendant six mois, jusqu’à ce que Landolphe considère au début de l’été 1800 que l’escadre était à nouveau prête à prendre la mer. L’escadre captura presque immédiatement au large des côtes du Brésil la goélette américaine Espérance, qu’elle utilisa comme aviso et envoya à Cayenne avec un équipage de prise sous le commandement de l’enseigne de vaisseau Hamon. À l’époque, la France et les États-Unis étaient engagés depuis deux ans dans la Quasi-guerre.
Au cours de l’action du 4 août 1800, au large de Rio de Janeiro, le HMS Belliqueux s’empare de la Concorde et de Landolphe, et les East Indiaman Exeter et Bombay Castle s’emparent de la Médée. Le 9 août, la Franchise rencontra le navire marchand Wellesley, qui se dirigeait vers le Cap, mais après un engagement d’environ une heure, le navire britannique réussit à repousser son attaquant. La Franchise a suivi le Wellesley pendant deux jours mais a ensuite abandonné la poursuite. Le 7 septembre 1800, elle captura et brûla le navire américain Pacific à la position 37° 06′ N, 43° 06′ O, le Rambler à une date et un lieu inconnus, et le Russell le 10 septembre à la position 39° 00′ N, 39° 00′ O. La Franchise a réussi à rentrer en France, déjouant le blocus britannique.
Le 28 mai 1803, le Minotaur, en compagnie du Thunderer et plus tard rejoint par l’Albion, s’empara de la Franchise. La Franchise était à 33 jours de Port-au-Prince. Sur les seize canons de 9 livres de son pont arrière et son gaillard d'avant, dix étaient dans sa cale. Elle avait un équipage de 187 hommes sous le commandement du capitaine Jurien,.
Parce qu’il était avec la flotte de l’amiral William Cornwallis, le Minotaur a dû partager la récompense pour la prise non seulement avec le Thunderer et l'Albion, mais aussi avec l'Aigle, le Culloden, le Dreadnought, le Hazard, le Sceptre, le Venerable, et peut-être encore d’autres navires,,,,.